# Карролл (округ, Мэриленд)
Округ Карролл (англ. Carroll County) — преимущественно сельский округ в северной части штата Мэриленд. Административный центр округа (county seat) — город Уэстминстер. 
В 2000 году, в округе проживало 150 897 человек. 

## География
Округ Карролл граничит с Пенсильванией на севере, округом Балтимор на востоке, округом Хауард на юге и округом Фредерик на западе. 

## История
Округ был образован в 1837 году и получил своё название в честь Чарльза Кэрролла, мэрилендского политика, подписавшего Декларацию независимости США.
1 августа 1779 года в современных границах Карролл округа родился Фрэнсис Скотт Ки, автор национального гимна США.